# Бетанов, Виктор Алавердиевич
Виктор Алавердиевич Бетанов (род. 1 августа 1954, Гродно, Белоруссия) — дзюдоист, бронзовый призёр чемпионата мира (1975), чемпион мира и Европы среди юниоров, чемпион и многократный призёр чемпионатов СССР, мастер спорта СССР международного класса, ученик Хариса Мунасиповича Юсупова. Заслуженный мастер спорта России (с 2012 года).